# Eempolder
De Eempolder is een natuurgebied bij Eemnes in de provincie Utrecht. 
Dit veenweidegebied ligt langs de rivier de Eem en strekt zich aan de oostzijde uit van de Amersfoortse wijk Hoogland tot het Eemmeer bij Bunschoten. 
Aan de westzijde wordt het begrensd door de spoorlijn tussen Soest en Baarn en dan naar het noorden langs Eemnes naar het Eemmeer. De Eempolder bestaat uit meerdere kleine polders als Middelwijk, De Haar, Zeldert, Bikkerspolder, Zuiderpolder te Veld, Noordpolder te Veld, Maatpolder en Noordpolder.
De provincie Utrecht is voor een deel eigenaar, de rest is van particulieren. De polder ligt onder de zeespiegel. Het beheer wordt gedaan door waterschap Vallei en Veluwe. Dit weegt de belangen van landbouw, bosbouw, steden en industrie af tegen die van natuur, cultuurhistorie, recreatie en visserij.
Het agrarische gebied heeft een open karakter met een strakke slagenverkaveling en daartussen smalle sloten en brede weteringen. De Eempolder is dan ook een onderdeel van het Nationaal Landschap Arkemheen-Eemland.

## Geschiedenis
De polder behoort tot het overstromingsgebied van de voormalige Zuiderzee. Een van de laatste keren was op 18 februari 1916, toen de Eempolder na een dijkdoorbraak bij Nijkerk overstroomde. De vele waaien langs de oude kustlijn zijn ontstaan na vroegere dijkdoorbraken.
De eerste bewoners van het gebied vestigden zich op hogere plekken. In de Middeleeuwen is het gebied bedijkt en ontgonnen in lange stroken. Met de reconstructie van een palendijk De Oude Pol bij Eemdijk wil het waterschap een stuk geschiedenis van het waterbeheer in de Eempolder laten herleven.In de polder Arkemheen is de oorspronkelijke verkavelingstructuur intact gebleven.

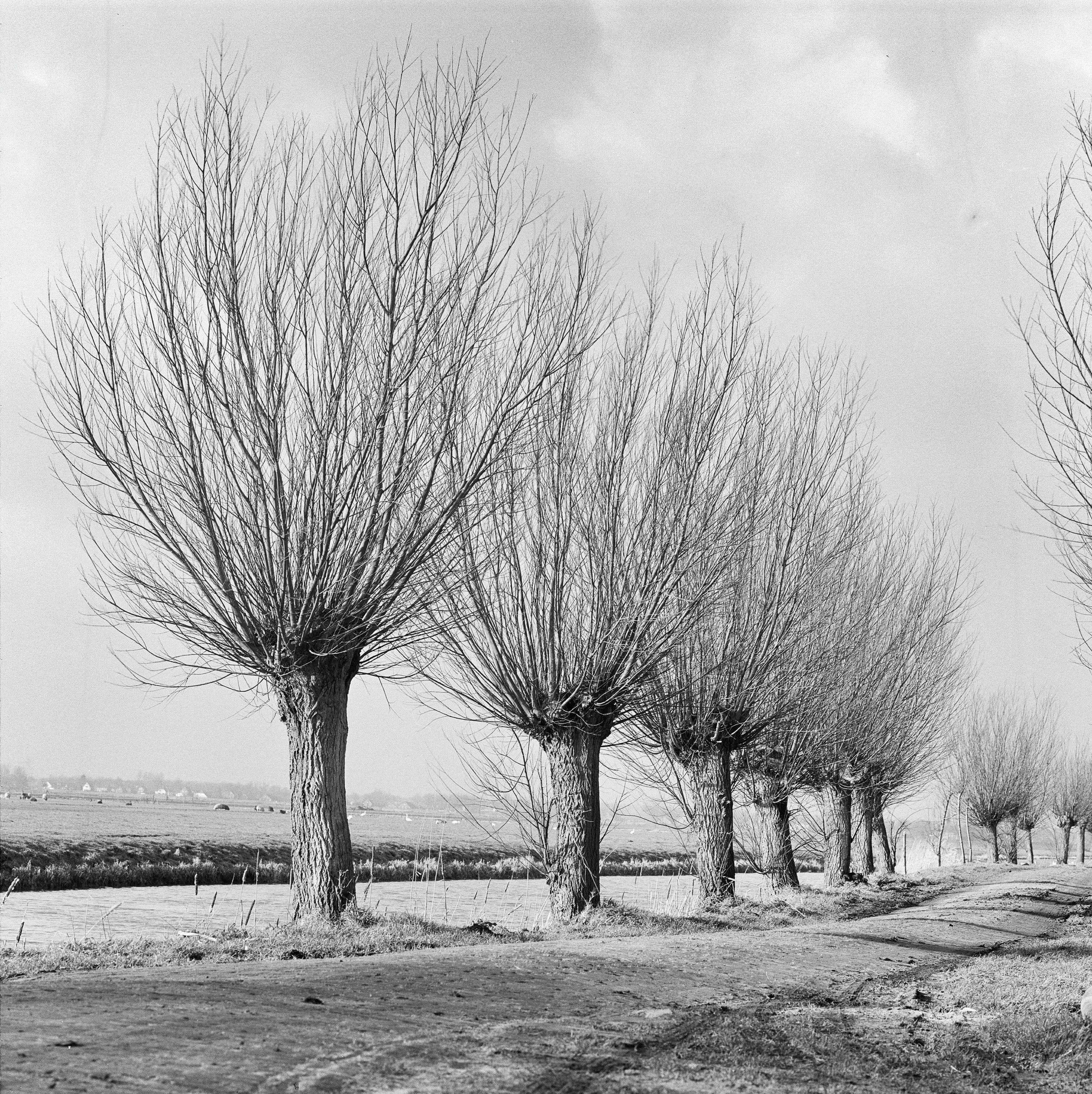
Knotwilgen in de Eempolder

## Flora en fauna
Een groot deel van de Eempolder bestaat uit productieweiland. Toch komen er nog veel bijzondere plantensoorten voor, bijvoorbeeld zwanenbloem, valeriaan, kattenstaart, hemelsleutel en pijlkruid. De aanwezigheid van de plantensoort zulte wijst erop dat er nog steeds zout in de bodem zit, een gevolg van de vroegere overstromingen door de Zuiderzee. 
In het weidelandschap met hoge waterstand komen veel weidevogels voor. In het gebied broeden de kievit, grutto, scholekster en tureluur. In de herfst en winter worden trekvogels als plevieren, wulpen, snippen en veel zwanen en ganzen waargenomen. Andere bezoekers van de polder zijn zomertaling, veldleeuwerik, gele kwikstaart, tjiftjaf (maatslagertje), winterkoning, buizerds, uilen en zelfs ijsvogeltjes. 

## Kwel
Het stukje polder bij Soest is een overgangsgebied tussen hogere zandgronden en de klei- en veengronden van de Eemvallei. Het regenwater van de hoger gelegen Utrechtse Heuvelrug komt als grondwater aan de oppervlakte in de Eempolder. Deze kwel maakt een zeldzame plantengroei mogelijk. De oranje-achtige bodemlaag in de kwelsloten wordt veroorzaakt door ijzer dat daarop neerslaat en door contact met zuurstof roest. De olieachtige vliesjes op het water worden veroorzaakt door ijzerbacteriën.